# Le Clochard milliardaire
Pour plus de détails, voir Fiche technique et Distribution.
Le Clochard milliardaire est une comédie française écrite et réalisée en 1950 par Léopold Gomez.

## Synopsis
Olivier Cabrol, un jeune fêtard, héritera d'une fabuleuse fortune s'il vit un temps la vie d'un clochard.

## Fiche technique
Source : IMDb, sauf mention contraire
- Réalisation : Léopold Gomez et Hervé Bromberger
- Scénario : Léopold Gomez
- Décors : Claude Bouxin
- Costumes : Germaine Lecomte
- Photographie : Charles Bauer
- Montage : Madeleine Bagiau
- Musique du film : Georges Derveaux
- Producteur : Léopold Gomez
- Société de production : Adria Films
- Format :  Noir et blanc - Son mono
- Pays d'origine :  France
- Genre : Comédie
- Durée : 96 minutes (1 h 36)
- Date de sortie :	
  - France : 18 mai 1951

## Distribution
- Henri Guisol : Olivier Cabrol
- Jacqueline Gauthier : la comtesse Olga Romano
- Raymond Souplex : Sosthène
- Christiane Barry : Colette, le jeune fille dont s'éprend Olivier
- Raymond Pellegrin : Henri Laplanche, un homme qui se lie d'amitié avec Olivier
- Max Révol : Narcisse
- René Génin : le vieux clochard
- Jeanne Fusier-Gir : Marie
- Louis Bugette : le bouquiniste
- Philippe Richard : l'industriel
- André Numès Fils : le médecin
- Robert Le Fort : Eusèbe
- Lucas Gridoux : Perruchot
- Raymond Pélissier : un inspecteur
- André Chanu : le couturier
- Philippe Hersent : le commissaire de quartier
- Liane Marlene : Suzanne
- Doris Marnier : la jeune fille
- Claire Olivier : Madame Laplanche
- Marcel Delaître : le commissaire de police
- Raymond Loyer : Maurice
- Fabia Gringor : la chanteuse
- Bernard Hubrenne : un ami d'Olivier
- Philippe Grey : un ami d'Olivier
- Raymond Francky
- Paul Ichac
- Arban
- Sacha Briquet